# Porfirio Barba Jacob
Miguel Ángel Osorio Benítez (Santa Rosa de Osos, 29 de julio de 1883-Ciudad de México, 14 de enero de 1942), conocido por su pseudónimo Porfirio Barba Jacob, fue un poeta colombiano.

## Biografía
Barba Jacob nació en Santa Rosa de Osos el 29 de julio de 1883. Fue hijo de Antonio María Osorio y Pastora Benítez. Se crió con sus abuelos en Angostura y en 1895 inició su carrera, que lo llevó a varias ciudades del país y, a partir de 1907, a América Central y a Estados Unidos. Cambió su nombre nativo Miguel Ángel Osorio Benítez por Porfirio Barba-Jacob, el cual conservó hasta su muerte. 
Su vida fue un continuo y desgarrado peregrinaje por diversos países de América, como, por ejemplo, Argentina. Estuvo radicado en Guatemala, Honduras, Costa Rica, El Salvador, Cuba, Perú y México, colaborando con toda suerte en publicaciones literarias y políticas. Contradictorio, siempre propenso al escándalo, enriqueció la leyenda sobre su extravagante persona con una producción poética peculiar. Su espíritu errabundo, lleno de pasión y de nostalgia, formó parte esencial de su obra, signada además por la angustia y la sensualidad.
Lírico como ninguno, dice de él Nicolás Bayona Posada que poseyó el arte maravilloso de unir a la música de las estrofas una embriagadora melodía de pensamientos originales y alucinantes. 
Murió en 1942 de tuberculosis en la Ciudad de México. Cuatro años después de su fallecimiento, en 1946, el gobierno colombiano trasladó sus restos a Colombia.
Barba Jacob fue abiertamente homosexual. La primera referencia a su homosexualidad se encuentra en el libro «El hombre que parecía un caballo y otros cuentos», obra maestra del escritor guatemalteco Rafael Arévalo Martínez, escrita en 1914.

## Obras
- Acto de agradecimiento
- Acuarimántima
- Ante el mar
- Árbol viejo
- Balada de la loca alegría
- Campiña florida
- Cancioncilla
- Canción delirante
- Canción de la hora feliz
- Canción de la noche diamantina
- Canción de la soledad
- Canción de un azul imposible
- Canción del día fugitivo
- Canción del tiempo y el espacio
- Canción en la alegría
- Canción innominada
- Canción ligera
- Carbunclos
- Cintia deleitosa
- Desamparo de los crepúsculos
- El collar desatado (Canción del optimista)
- El comedor de la casa paterna
- El corazón rebosante
- El despertar
- El espejo
- El hijo de mi amor, mi único hijo
- El pensamiento perdido
- El poema de las dádivas
- El rastro en la arena
- El son del viento
- El triunfo de la vida
- El verbo innumerable
- Elegía de Sayula
- Elegía de septiembre
- Elegía de un azul imposible
- Elegía del marino ilusorio
- Elegía platónica
- Envío
- En las noches oceánicas
- Hora trágica
- Jitanjáfora
- Lamentación baldía
- Lamentación de octubre
- La canción de la vida profunda
- La carne ardiente
- La estrella de la tarde
- La gracia incógnita
- La infanta de las maravillas
- La vieja canción
- Lima
- Los desposados de la muerte
- Mi vecina Carmen
- Momento
- Nocturno
- No tardaré, no llores
- Nueva canción de la vida profunda
- Nuevas estancias
- Oh viento desmelenado
- Parábola de la estrella
- Parábola del retorno
- Paternidad
- Pecado original
- Retrato de un joven
- Retrato de un jovencito
- Rosas negras
- Sabiduría
- Soberbia
- Segunda canción sin motivo
- Segunda canción delirante
- Síntesis
- Soy como Ascanio
- Triste amor (Canción del pesimista)
- Un hombre
- Valor
- Viento de la mañana
- Virtud interior

## Frases
- «El corazón del campo te dará su vigor para entrar en el último sueño.».
- «La dama de los cabellos ardientes».
- «Nadie puede impedir que un perro callejero se orine en el monumento más glorioso».
- «Vale más el oro del sonido, que el sonido del oro»

## Recopilaciones de sus obras
- Campiña florida (Barranquilla, 1907).
- Canciones y elegías (México, 1933).
- Rosas Negras (Guatemala, 1933) ISBN 84-7575-281-0.
- Poemas intemporales (México, 1944).
- Antorchas contra el viento (Bogotá, 1944).
- Poemas Fernando Vallejo (editor). Procultura. (Bogotá, 1986). Reeditado como Poesía completa. Fondo de Cultura Económica (Bogotá, 2006). ISBN 958-38-0129-1.
- Antología S. Ernesto Ojeda (editor). Editorial Panamericana (Bogotá, 1994). ISBN 958-30-0168-6.
- Rosas negras (antología hecha por Luis Antonio de Villena) Mestral Poesía. (Valencia, España,1988).
- Porfirio Barba Jacob, alto poeta de América y el mundo. Antología por Arcelio Ramírez Castrillón. (Esmeraldas, Ecuador, 1988).

Otros
- El terremoto de San Salvador: narración de un superviviente (San Salvador, El Salvador, 1917).